# 普拉斯基特星
普拉斯基特星 (正式的名稱是麒麟座HR 2422或HR 2422)是一顆距離大約6,600光年遠的光譜聯星。它是已知質量最大的聯星之一，總質量大約是太陽的100倍。
實際上，它常久以來都被認為是已知質量最大的聯星系，但是在2008年，有團體認為過去被認為是質量最大的單獨恆星之一的海山二，可能是聯星系。
它的名稱得自於在1922年發現他是聯星的加拿大天文學家約翰·斯坦利·普拉斯基特，在他的兒子哈里·赫姆利·普拉斯基特協助下進行觀測的。這顆恆星位於麒麟座，視星等是6.05等。
因為它可能是已知質量最大的恆星之一，因此有時被稱為普拉斯基特星。

## 外部連結
- Astro.Uiuc.edu: Plaskett's Star